# Kiyotaka Oshiyama
Kiyotaka Oshiyama (押山 清高, Oshiyama Kiyotaka) est un réalisateur, animateur et illustrateur et réalisateur d'anime japonais né le 3 janvier 1982.
Il est notamment connu comme réalisateur de la série Flip Flappers et de l'adaptation du manga Look Back, ainsi que pour son travail de designer. Il dirige aujourd'hui son propre studio, le Studio Durian.

## Biographie

### Début de carrière
Oshiyama est originaire de la ville de Motomiya, dans la préfecture de Fukushima.
Après avoir rejoint le studio Xebec comme animateur, il participe notamment à Sōkyū no Fafner comme animateur clé en 2004. Après cela, il quitte le studio et travaille en tant qu'indépendant.

### Reconnaissance comme animateur etFlip Flappers
Il a pour la première fois le rôle de directeur de l'animation sur la série Dennō Coil en 2007. Il gagne rapidement en réputation dans le milieu, se retrouvant impliqué en tant que membre clé du staff de plusieurs films d'animation renommés, en particulier Evangelion: 2.0 You Can (Not) Advance, Arrietty, et Le vent se lève,.
Par ailleurs, il est directeur de l'animation pour le film Fullmetal Alchemist : L'Étoile sacrée de Milos en 2011 et a été chargé dans son intégralité (scénario, story-boards, réalisation et animation clé) de l'épisode 18 de la saison de 2 de Space Dandy en 2014,.
En 2016, il réalise sa première série télévisée avec Flip Flappers,, un projet de cœur pour Oshiyama qui a obtenu carte blanche de son producteur.

### Studio Durian et Oshiyama designer-réalisateur
En 2017, il fonde le Studio Durian avec la productrice Yūki Nagano. En plus de produire des œuvres, il gère également des ateliers dédiés à la retouche et correction de dessins ouverts au public via Durian,.
En 2018, Masaaki Yuasa réalise Devilman Crybaby et charge Oshiyama de concevoir le character design des démons apparaissant dans la série. Il travaille également sur les designs mécaniques des séries FLCL Alternative et FLCL Progressive sorties la même année. L'année suivante, il dévoile un court métrage indépendant financé par son studio qu'il réalise et anime, Shishigari.
Après Flip Flappers, ses activités se concentrent sur son rôle de designer, illustrant des personnages pour des séries comme Deca-Dence, Chainsaw Man, Make My Day ou Rising Impact. Il participe également ponctuellement en tant qu'illustrateur à la conception de cartes Pokémon à collectionner. Mais en 2024, il fait son retour à tête d'un projet d'anime commercial, en réalisant l'adaptation animée du manga one-shot Look Back de Tatsuki Fujimoto, concevant également les visuels des personnages.

## Style et impact

### Style visuel
Oshiyama est vu comme un animateur versatile, capable de s'adapter à n'importe quel style tout en faisant usage de techniques d'animation originales ou inattendues aptes à divertir les spectateurs ; cela le rend apte à travailler sur les œuvres d'autres réalisateurs ou artistes. Masahiko Minami (en), président du studio Bones, aurait déclaré que « peu importe ce qu'Oshiyama peut dessiner, cela aura un 'style Oshiyama' ».
Son style de dessin cherche à créer du dynamisme à partir de lignes simples et à souligner le charme inhérent au mouvement et au dynamisme d'un dessin animé, et à réaffirmer au spectateur le côté « vivant » de l'animation.

### Reconnaissance
Flip Flappers, sa première série réalisée et son projet le plus passionné, reçoit des retours critiques disparates, mais est unanimement saluée pour sa créativité visuelle et ses aspects de récit initiatique mettant en avant de façon transparente des couples lesbiens,,,. Sur ces aspects, des analyses la comparent favorablement à des séries comme Madoka Magica ou Mawaru Penguindrum,.
Au Festival international du film d'animation d'Annecy de 2019, Oshiyama fait partie des 26 jeunes créateurs choisis au sein du thème de cette édition du festival, NEW MOTION, mettant en valeur la nouvelle génération de l'animation japonaise.

## Filmographie
Sauf mention contraire explicite, les informations de cette section sont tirées des cartons de crédits des œuvres mentionnées, ou de bases de données compilant ces mêmes crédits,.

### Séries principales
| Année     | Titre                           | Rôle(s)                                                                                        |
| --------- | ------------------------------- | ---------------------------------------------------------------------------------------------- |
| 2004      | Sōkyū no Fafner                 | Animation clé                                                                                  |
| 2005      | Negima ! Le Maître magicien     | Animation clé                                                                                  |
| 2005      | Elemental Gerad                 | Animation clé                                                                                  |
| 2005–2006 | Rockman.EXE BEAST               | Character design (monstres), animation clé                                                     |
| 2006      | The Third - Aoi Hitomi no Shōjo | Animation clé                                                                                  |
| 2007      | Dennō Coil                      | Directeur d'animation, animation clé                                                           |
| 2008      | Xam'd Lost Memories             | Directeur d'animation, animation clé                                                           |
| 2014      | Space Dandy                     | Épisode solo, character design (extraterrestres, robots), directeur d'animation, animation clé |
| 2016      | Flip Flappers                   | Réalisateur, story-board, réalisation d'épisodes, animation clé                                |
| 2018      | Devilman Crybaby                | Character design (démons), directeur d'animation, réalisation et story-board d'épisodes        |
| 2018      | FLCL Progressive                | Designs mécaniques                                                                             |
| 2018      | FLCL Alternative                | Designs mécaniques                                                                             |
| 2020      | Deca-Dence                      | Character design (cyborgs)                                                                     |
| 2021      | Vlad Love (en)                  | Directeur d'animation, animation clé                                                           |
| 2022      | Chainsaw Man                    | Character design (démons)                                                                      |
| 2023      | Make My Day (en)                | Mecha-design                                                                                   |
| 2024      | Rising Impact                   | Character design                                                                               |

1. ↑    1. 18 : Script, directeur artistique, story-board, réalisateur, directeur d'animation, animation clé

### Films
| Année | Titre                                          | Rôle(s)                                                     |
| ----- | ---------------------------------------------- | ----------------------------------------------------------- |
| 2005  | Rockman.EXE: Hikari to Yami no Program         | Animation clé                                               |
| 2005  | Fullmetal Alchemist: Conqueror of Shamballa    | Animation clé                                               |
| 2007  | Doraemon : Nobita and the Green Giant Legend   | Animation clé                                               |
| 2009  | Evangelion: 2.0 You Can (Not) Advance          | Animation clé                                               |
| 2010  | Arrietty : Le Petit Monde des Chapardeurs      | Animation clé                                               |
| 2010  | M. Pâte et la princesse Œuf                    | Animation clé                                               |
| 2011  | Fullmetal Alchemist : L'Étoile sacrée de Milos | Animateur-en-chef, animation clé                            |
| 2012  | Lettre à Momo                                  | Animation clé                                               |
| 2013  | Le vent se lève                                | Animation clé                                               |
| 2017  | Mary et la Fleur de la sorcière                | Animation clé                                               |
| 2018  | Doraemon: Nobita no takarajima                 | Animation clé                                               |
| 2020  | Doraemon: Nobita's New Dinosaur                | Directeur d'animation, assistant réalisateur, animation clé |
| 2024  | Look Back                                      | Réalisateur, character design, script, animation clé        |

### Autres
| Année | Titre                                      | Type      | Rôle(s)                                                           |
| ----- | ------------------------------------------ | --------- | ----------------------------------------------------------------- |
| 2010  | GLAY - Je t'aime                           | Clip      | Animation clé                                                     |
| 2019  | Shishigari                                 | ONA       | Concept original, réalisation, story-board, script, animation clé |
| 2020  | Kao Corporation / Evangelion collaboration | Publicité | Réalisation, story-board, animation clé                           |
| 2021  | Lotte Ghana - Ghana Gift-hen               | Publicité | Character design, directeur d'animation                           |